# Bütü

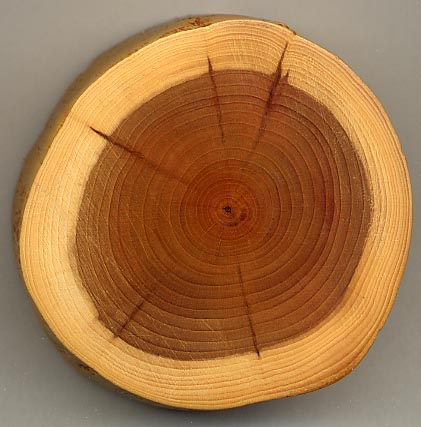
a fa bütüje

A bütü a fa szálirányára merőlegesen vágott felülete, metszete. A bütümetszeten kívülről befelé haladva könnyen tanulmányozható a fa anyaga.
- Az erdészetben használt szakszóként a fa korong alakú vágásfelülete, átlója. A kivágott rönkökön arra írják annak adatait.
- Faipari keretkötésekben az átmenő csap azon felülete, amelyik kilátszik a réses anyag túloldalán.